# Lagoa do Fogo
Lagoa do Fogo (Español: Laguna de Fuego) es un lago de cráter en el volcán de Água de Pau, en el centro de la isla  de São Miguel en las Azores. Las autoridades gubernamentales no permiten la construcción moderna alrededor de este lago. Es el más elevado sobre el nivel del mar en la Isla de São Miguel.

## Historia
Desde 1974, la Lagoa do fogo había estado bajo la administración de la legislación nacional como área protegida, formando la Reserva da Lagoa do Fogo (Reserva Natural de Lagoa do Fogo) con un área que incluye aproximadamente 2 182 hectáreas (21 820 000 m²). Fue fundada por el Decreto Ley 152/74 (15 de abril de 1974). También fue objeto del Decreto Ley complementaria 9/79.
La Reserva Natural da Lagoa do Fogo fue creada en 1982 bajo los términos del Decreto Regional 10/82/A del 18 de junio de 1982. Parte del área fue incluida en la red Natura 2000, clasificada como el «Sitio de Importancia Comunitaria de Lagoa do Fogo».
La reserva natural fue integrada en el parque natural de São Miguel, bajo Decreto Ley 19/2008A (8 de julio de 2008), que incluía la cuenca completa de Lagoa.